# Paragneis
El paragneis és un tipus de gneis, una roca metamòrfica conformada a partir de materials sedimentaris alterats per metamorfisme de grau mitjà-alt. Normalment les roques sedimentàries inicials són pelites o arenites. La seva textura és foliada (presenta una orientació dels minerals; presenta esquistositat). El nom paragneis prové de la fusió del mot grec παρα (para) que vol dir amb, adjacent a l'exterior o per sobre de en grec, i del mot alemany gneiss, paraula utilitzada pels miners medievals saxons per a denominar un tipus de roca cristal·lina. Els paragneis, a diferència de l'ortogneis, es produeixen a partir de sediments generalment continentals com ara gresos, arcoses, grauvàques i pelites.

## Distribució geogràfica
Els paragneis es troben en tots els continents, tot i que preferentment en terrenys metamòrfics del sòcol cristal·lí.

## Aparença
Els paragneis són gairebé idèntics als ortogneis pel que fa a la textura; normalment es diferencien mitjançant anàlisis químiques. Solen presentar foliació negra o blanca, sovint produïda per la disposició de les miques o feldespats blancs cristal·litzats en els plans d'esquistositat. Els paragneis solen estar formats per feldespats, miques i quars junt amb altres minerals accessoris. Els colors que presenten solen ser grisos, marrons i verds. Presenten una foliació gneissica granoblàstica que genera capes clares formades per quars i feldespats i capes fosques riques en mica.